# Кочо Тулевски
Кочо Тулевски (на македонска литературна норма: Кочо Тулевски) е юрист и политик от Социалистическа република Македония, Федерална Югославия.

## Биография
Роден е в Тетово през 1921 г. Кмет е на родния си град 3 мандата – до 1965 и през 1968-1975 г. Председател е на Сдружението на общините и градовете на Македония (1974-1976).
Прави и съдебна кариера и е ръководител на Окръжния съд в Тетово. Председател на Върховния съд на Република Македония (1975-1982).
В периода 1982-1986 г. е член на шестнадесетото правителство на Социалистическа република Македония. Избиран е за член на републиканското Събрание и на Скупщината на Югославия.